# 17776
《17776》(《미래의 미식축구는 어떠할 것인가》, What Football Will Look Like in the Future)은 미국의 스포츠 작가 존 보이스(Jon Bois)가 SB 네이션을 통해 출간한 사변물 멀티미디어 내러티브이다. 인간이 더 이상 죽지 않고 재생산하지 않는 미래를 배경으로, 지능을 가진 세 개의 무인 우주선이 인류가 수천 마일의 공간에서 수천 년 동안 미식축구를 하는 것을 관찰하는 것을 내용으로 하고 있다. 2017년 7월 5일 연재되기 시작하여 25개 장으로 2017년 7월 15일에 완결되었다.

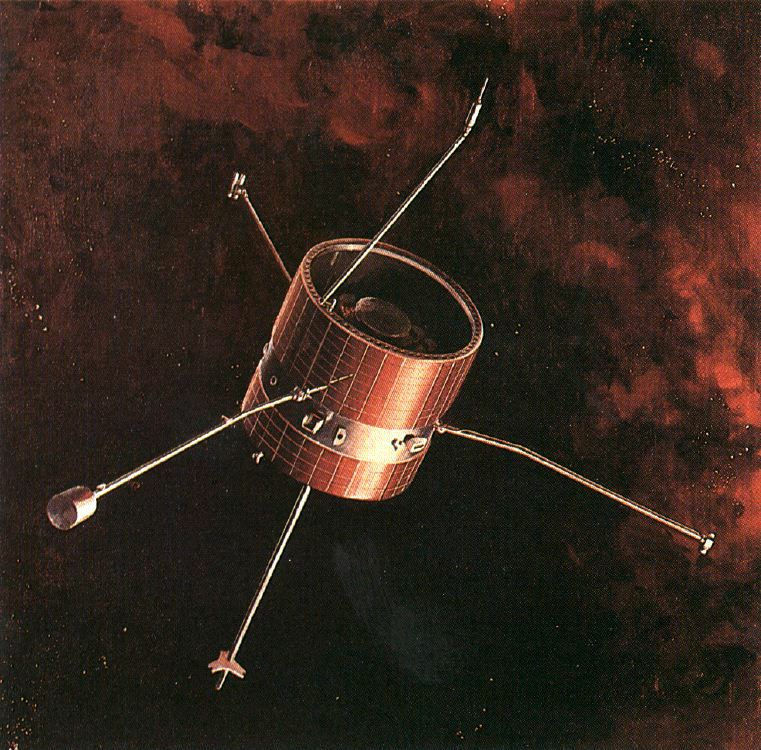

보이스는 2016년부터 《17776》을 집필하였으며, 이야기는 텍스트와 움직이는 GIF 이미지, 유튜브에 올린 영상 등을 포함하고 있어 SB 네이션 웹사이트에 효율적으로 호스트하기 위한 도구들 또한 개발되었다. 작품은 의식과 희망, 절망, 인간이 스포츠를 즐기는 이유 등을 주제로 다루고 있다. 2018년 미국잡지상(National Magazine Awards) 디지털 혁신부문을 수상하였으며 2018년 휴고상 최우수 중편상과 최우수 그래픽 스토리 부문에 롱리스트 후보로 올랐다.
2020년 9월부터 10월까지 후속작인 《20020》이 연재되었다.

## 같이 보기
- 하이퍼텍스트 문학